# Плебанія (будинок ксьондза, Меджибіж)
Плебанія  — будинок ксьондза при парафіяльному костелі св. Трійці у смт Меджибіж Хмельницької обл.  Прийнята на облік як щойно виявлена пам'ятка архітектури наказом управління культури, національностей та релігій Хмельницької обласної державної адміністрації від 28.02.2013 №65. Відома також під народною назвою "кляштор". 

## Історія
Плебанія (резиденція плебана, тобто парафіяльного католицького священника, ксьондза) при парафіяльному костелі св. Трійці. Також відома у мешканців та в літературі під назвою "кляштор", тобто "монастир", однак у списках монастирів Кам'янець-Подільської дієцезії жоден монастир у Меджибожі не значився. Плани містечка Меджибіж свідчать, що муровану плебанію (будинок ксьондза) поряд з костелом побудовано не раніше кінця XVIII або у XIX ст. До того часу плебанія була одноповерховим дерев'яним "двором", який розташовувався навпроти костела через вулицю, з костельним подвір'ям стару плебанію з'єднував дерев'яний місток.
У 1919 р. плебанія була бездоглядним, частково розграбованим будинком, в якому селилися бідні родини.
Нині будівлю займає комунальне підприємство Меджибізької селищної ради "Добробут".

## Галерея

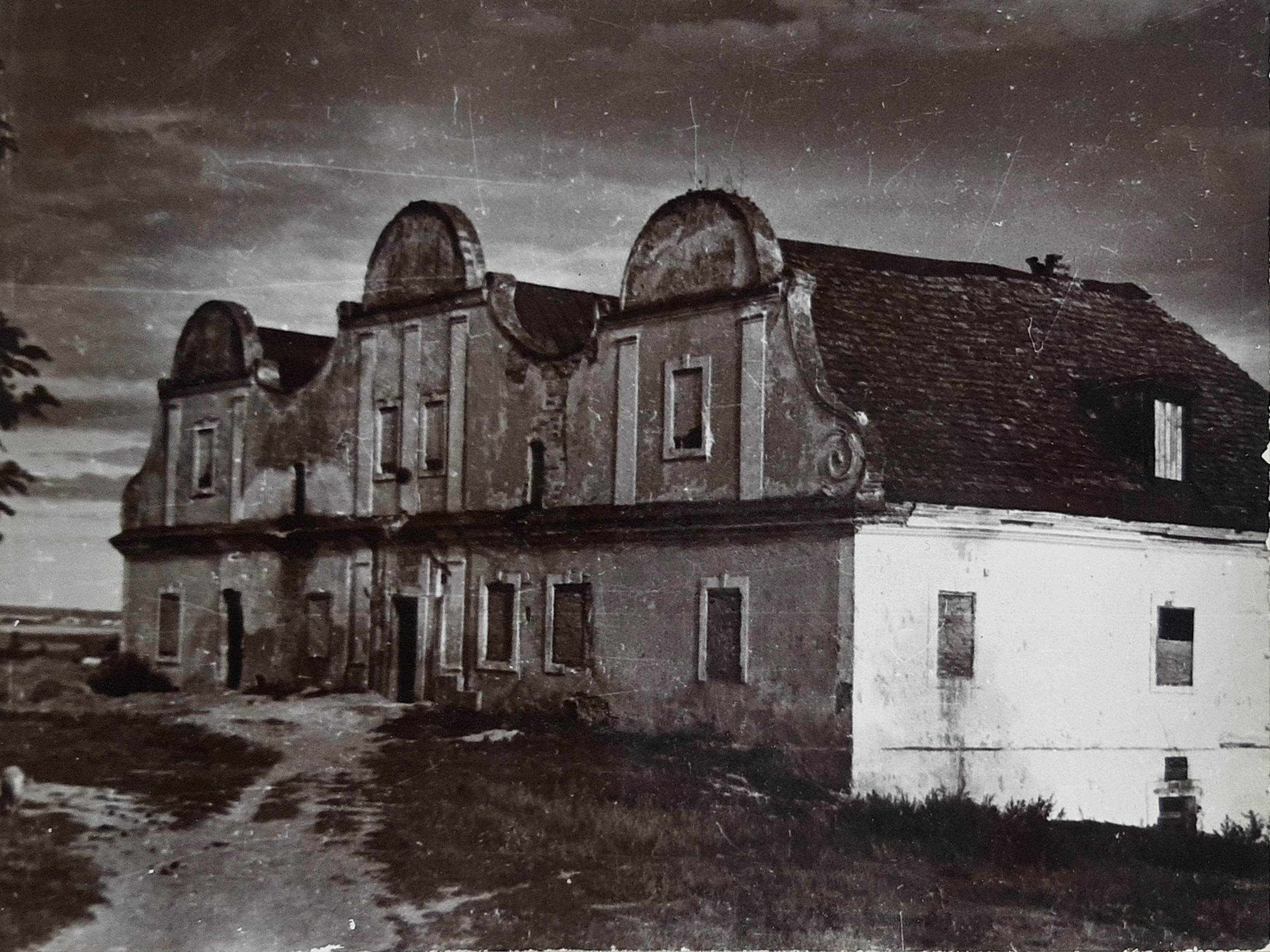
Плебанія (будинок ксьондза) в Меджибожі, вигляд до Другої Світової війни
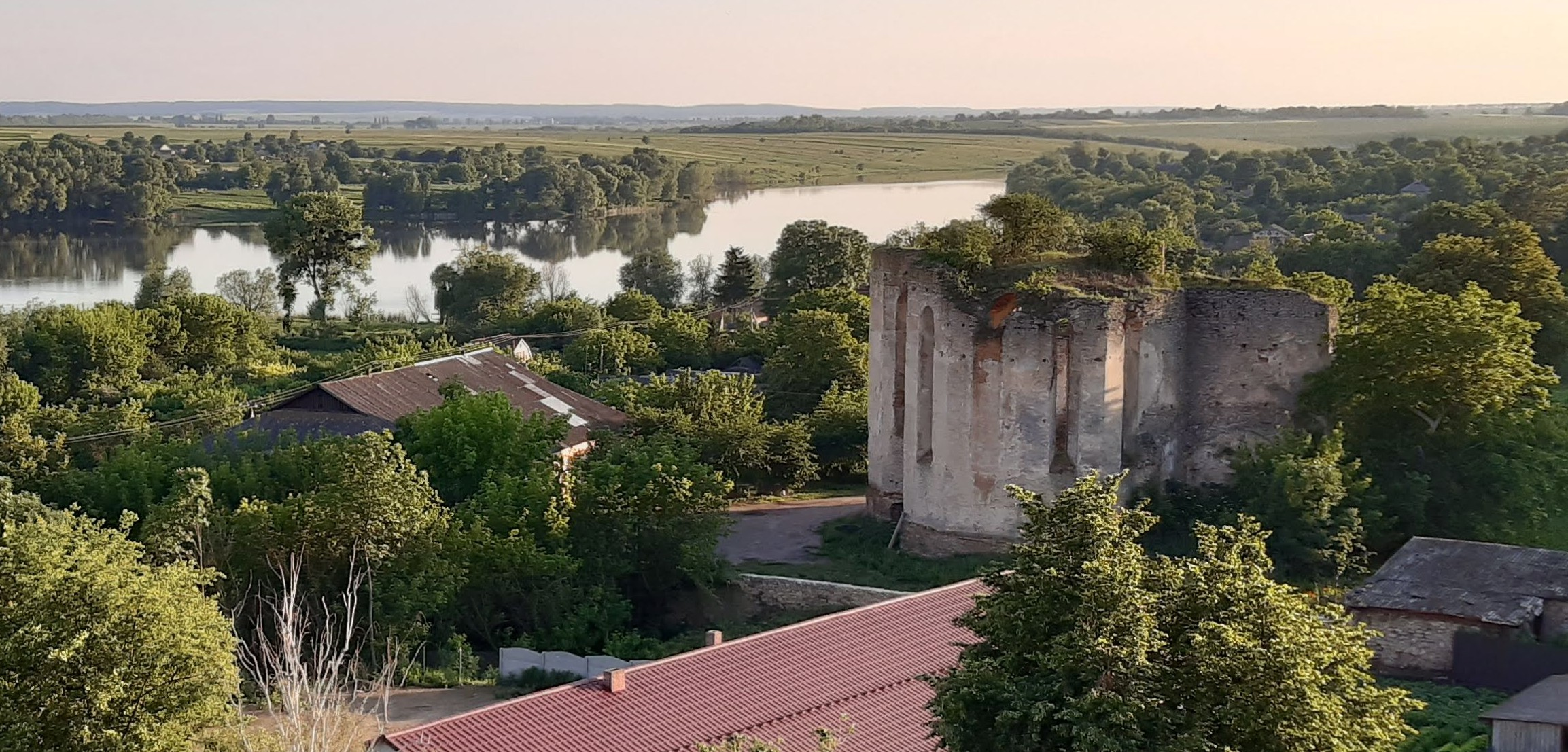
Плебанія (будинок ксьондза) в Меджибожі, сучасний вигляд
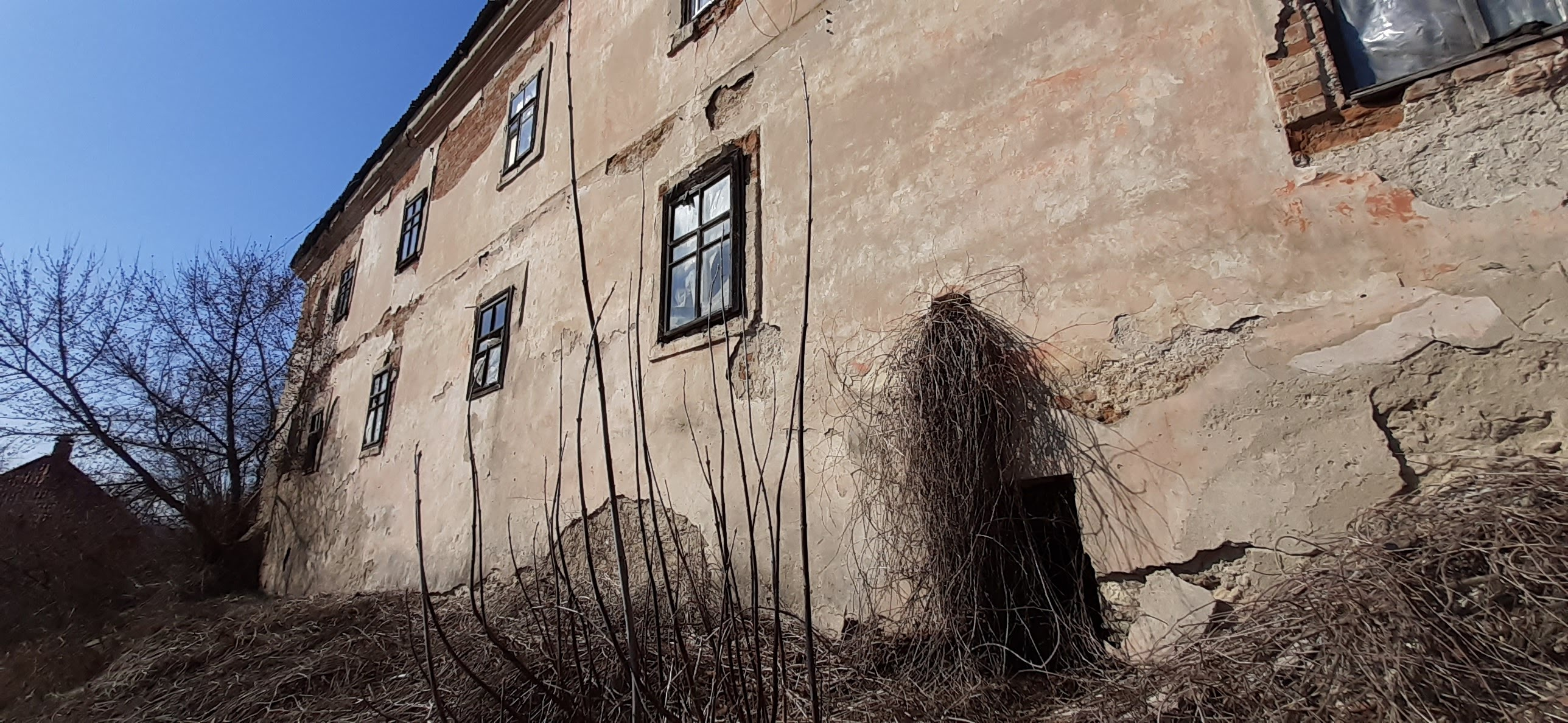
Плебанія (будинок ксьондза) в Меджибожі, сучасний вигляд
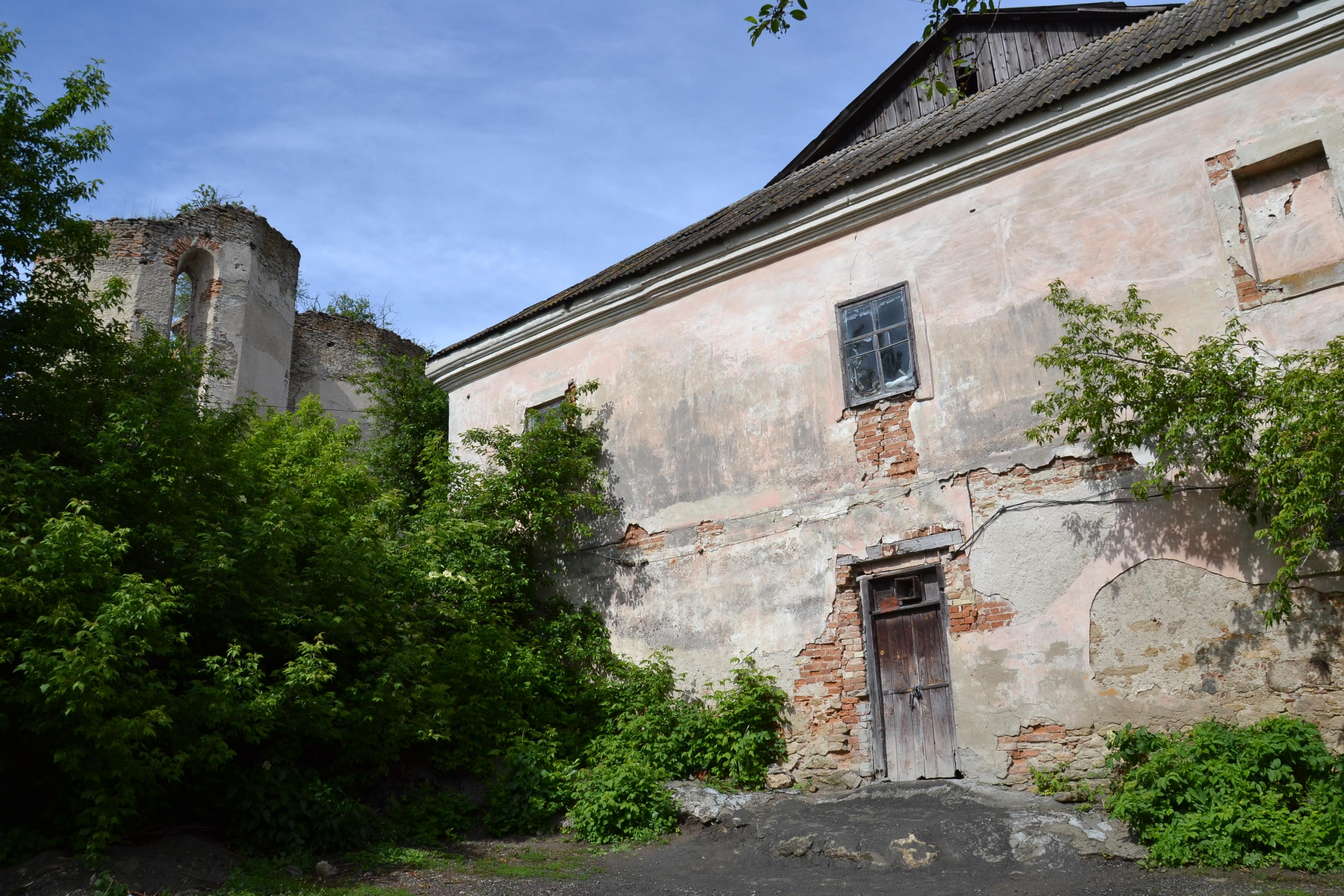
Плебанія (будинок ксьондза) в Меджибожі, сучасний вигляд
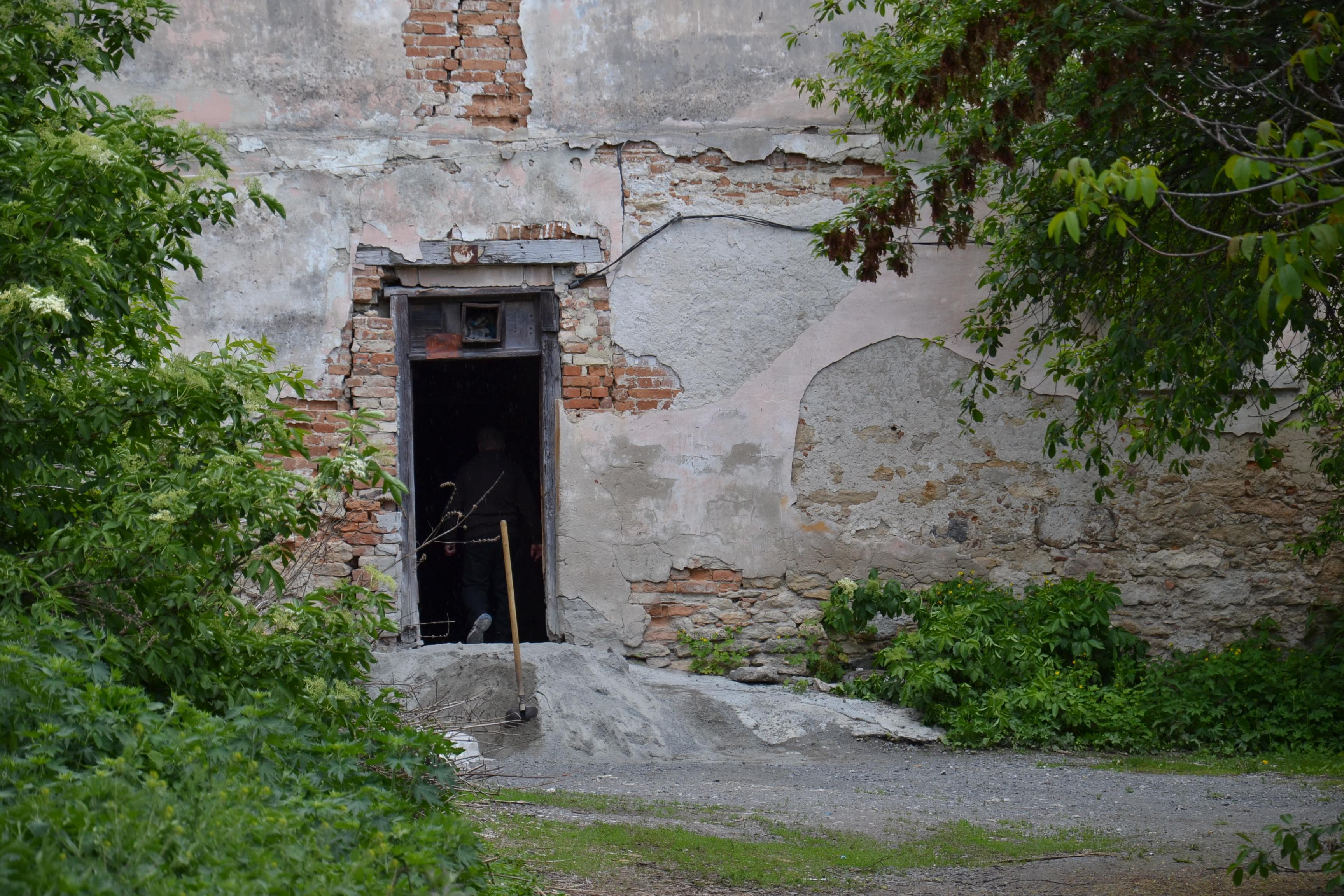
Плебанія (будинок ксьондза) в Меджибожі, сучасний вигляд